# Arne Rustadstuen
Arne Rustadstuen, né le 14 décembre 1905 à Fåberg et mort le 25 avril 1978 à Lillehammer, est un fondeur et coureur du combiné nordique norvégien.

## Biographie
Originaire de Lillehammer, il est membre du club de ski local.
Pour ses premiers championnats du monde en ski de fond en 1930, il remporte son unique titre sur le dix-sept kilomètres et la médaille d'argent au cinquante kilomètres. Son prochain podium dans ce sport intervient aux Jeux olympiques de 1932, où il est médaillé de bronze au cinquante kilomètres. Ensuite, il remporte deux fois le dix-huit kilomètres au Festival de ski d'Holmenkollen en 1934 et 1935 et le championnat de Norvège sur cette distance en 1934.
En 1931, il prend part à seule course de combiné en grand championnat ; il rempart des mondiaux à Oberhof avec la médaille de bronze.
Après les Jeux olympiques d'hiver de 1936, où il est sixième du dix-huit kilomètres en ski de fond, il prend sa retraite sportive.
Il a reçu la Médaille Holmenkollen en 1935.

## Palmarès

### Jeux olympiques
| Épreuve / Édition | Lake Placid 1932 | Garmisch-Partenkirchen 1936 |
| Ski de fond 18 km | 5e               | 6e                          |
| Ski de fond 50 km | Bronze           |                             |

### Championnats du monde
| Épreuve / Édition | Oslo 1930 | Oberhof 1931 | Sollefteå 1934 |
| Combiné nordique  |           | Bronze       |                |
| Ski de fond 18 km | Or        | 7e           | 20e            |
| Ski de fond 50 km | Argent    |              | Abandon        |